# Cryptanura conica
Cryptanura conica là một loài tò vò trong họ Ichneumonidae.